# Cortes de apelaciones de Estados Unidos

Mapa de los límites de las Cortes de Distrito y las Cortes de Apelaciones de Estados Unidos.

Las cortes de apelaciones de Estados Unidos o cortes de circuitos (en inglés United States courts of appeals o circuit courts) son los tribunales de apelaciones intermedios del sistema judicial federal de los Estados Unidos. Una corte de apelaciones resuelve las apelaciones contra las decisiones de las cortes de distrito dentro de su circuito judicial federal, y en algunos casos de otros tribunales federales así designados y de las agencias u organismos administrativos.
Actualmente hay 13 cortes de apelaciones en los Estados Unidos, aunque también hay otros tribunales que tienen en su título el nombre de "corte de apelaciones" (tales como la Corte de Apelaciones de las Fuerzas Armadas, que se encarga de las apelaciones en casos de la corte marcial). 
Los once circuitos "numerados" y el circuito de D.C. están geográficamente definidos. La decimotercera corte de apelaciones es la Corte de Apelaciones del Circuito Federal, la cual tiene jurisdicción en toda la nación respecto a apelaciones sobre ciertos temas. Todas las cortes de apelaciones tienen jurisdicción sobre las agencias u organismos administrativos, pero la mayoría de estos casos son conocidos por el Circuito D.C. El Circuito Federal conoce apelaciones de tribunales especializados, principalmente del Tribunal de Comercio Internacional y de la Corte Federal de Reclamaciones de los Estados Unidos, así como las apelaciones de los tribunales de distrito en casos de patentes y otros asuntos especializados.

## Composición
| Circuito del Distrito de Columbia (Washington) - Distrito de Columbia Primer Circuito (Boston) - Distrito de Maine - Distrito de Massachusetts - Distrito de Nuevo Hampshire - Distrito de Puerto Rico - Distrito de Rhode Island Segundo Circuito (Nueva York) - Distrito de Connecticut - Distrito del Este de Nueva York - Distrito del Norte de Nueva York - Distrito del Sur de Nueva York - Distrito del Oeste de Nueva York - Distrito de Vermont Tercer Circuito (Filadelfia) - Distrito de Delaware - Distrito de Nueva Jersey - Distrito del Este de Pensilvania - Distrito Interno de Pensilvania - Distrito del Oeste de Pensilvania - Distrito de las Islas Vírgines Cuarto Circuito (Richmond) - Distrito de Maryland - Distrito del Este de Carolina del Norte - Distrito Interno de Carolina del Norte - Distrito del Oeste de Carolina del Norte - Distrito de Carolina del Sur - Distrito del Este de Virginia - Distrito del Oeste de Virginia - Distrito del Norte de West Virginia - Distrito del Sur de West Virginia Quinto Circuito (Nueva Orleans) - Distrito del Este de Luisiana - Distrito Interno de Luisiana - Distrito del Oeste de Luisiana - Distrito del Norte de Misisipi - Distrito del Sur de Misisipi - Distrito del Este de Texas - Distrito del Norte de Texas - Distrito del Sur de Texas - Distrito del Oeste de Texas | Sexto Circuito (Cincinnati) - Distrito del Este de Kentucky - Distrito del Oeste de Kentucky - Distrito del Este de Míchigan - Distrito del Oeste de Míchigan - Distrito del Norte de Ohio - Distrito del Sur de Ohio - Distrito del Este de Tennessee - Distrito Interno de Tennessee - Distrito del Oeste de Tennessee Séptimo Circuito (Chicago) - Distrito Central de Illinois - Distrito del Norte de Illinois - Distrito del Sur de Illinois - Distrito del Norte de Indiana - Distrito del Sur de Indiana - Distrito del Este de Wisconsin - Distrito del Oeste de Wisconsin Octavo Circuito (San Luis) - Distrito del Este de Arkansas - Distrito del Oeste de Arkansas - Distrito del Norte de Iowa - Distrito del Sur de Iowa - Distrito de Minnesota - Distrito del Este de Misuri - Distrito del Oeste de Misuri - Distrito de Nebraska - Distrito de Dakota del Norte - Distrito de Dakota del Sur Noveno Circuito (San Francisco) - Distrito de Alaska - Distrito de Arizona - Distrito Central de California - Distrito del Este de California - Distrito del Norte de California - Distrito del Sur de California - Distrito de Guam - Distrito de Hawái - Distrito de Idaho - Distrito de Montana - Distrito de Nevada - Distrito de las Islas Marianas del Norte - Distrito de Oregón - Distrito del Este de Washington - Distrito del Oeste de Washington | Décimo Circuito (Denver) - Distrito de Colorado - Distrito de Kansas - Distrito de Nuevo México - Distrito del Este de Oklahoma - Distrito del Norte de Oklahoma - Distrito del Oeste de Oklahoma - Distrito de Utah - Distrito de Wyoming Undécimo Circuito (Atlanta) - Distrito Interno de Alabama - Distrito del Norte de Alabama - Distrito del Sur de Alabama - Distrito Interno de Florida - Distrito del Norte de Florida - Distrito del Sur de Florida - Distrito Interno de Georgia - Distrito del Norte de Georgia - Distrito del Sur de Georgia Circuito Federal (Washington) - Tribunales - Corte de Apelaciones para Reclamos de los Veteranos - Corte de Reclamos Federales - Corte del Comercio Internacional - Agencias administrativas - Armed Services Board of Contract Appeals - Bureau of Justice Assistance - Civilian Board of Contract Appeals - International Trade Commission - Merit Systems Protection Board - Office of Compliance - Patent Trial and Appeal Board - Personnel Appeals Board - Trademark Trial and Appeal Board |